# White Wind
《White Wind》(화이트 윈드)는 대한민국의 걸 그룹 마마무의 아홉 번째 미니 음반으로, 2019년 3월 14일 발매되었다. 타이틀 곡은 〈고고베베 (gogobebe)〉이다.

## 개요
- 《BLUE;S》에 이어 4개월 만에 발매하는 음반이다.
- 각 멤버를 상징하는 네 가지 색깔에 맞춘 음반을 발매하는 포 시즌 포 컬러 프로젝트(4 season 4 color project)의 마지막 음반이다.
- 타이틀 곡 〈고고베베 (gogobebe)〉는 “지나간 일은 상관없이 함께 즐겁게 놀자”라는 메시지를 표방한 곡으로, 김건모의 〈짱가〉에서 일부 가사와 멜로디를 오마주하였다.[1]

## 트랙 리스트
| #            | 제목                    | 작사                           | 작곡                                                      | 재생 시간 |
| ------------ | ----------------------- | ------------------------------ | --------------------------------------------------------- | --------- |
| 1.           | 〈Where R U〉           | 코스믹 사운드, 코스믹 걸, 문별 | 코스믹 사운드, 코스믹 걸 (편곡: 코스믹 사운드, 코스믹 걸) | 3:08      |
| 2.           | 〈고고베베〉 (gogobebe) | 김도훈, 솔라, 문별             | 김건모, 김도훈 (편곡: 김도훈)                             | 3:15      |
| 3.           | 〈쟤가 걔야〉 (Waggy)   | 김도훈, 문별                   | 김도훈 (편곡: 김도훈)                                     | 3:12      |
| 4.           | 〈25〉 (Solo 휘인)      | 박우상, 휘인                   | 박우상 (편곡: 박우상)                                     | 3:22      |
| 5.           | 〈Bad Bye〉             | 강비오, 문별                   | 전다운, 강비오 (편곡: 전다운, 정홍림, 장대일)             | 4:33      |
| 6.           | 〈My Star〉             | 코스믹 사운드, 코스믹 걸, 문별 | 코스믹 사운드, 코스믹 걸 (편곡: 코스믹 사운드, 코스믹 걸) | 3:11      |
| 7.           | 〈4season〉 (Outro)     | 박우상                         | 박우상 (편곡: 박우상)                                     | 1:22      |
| 총 재생 시간 | 총 재생 시간            | 총 재생 시간                   | 총 재생 시간                                              | 22:03     |

## 차트
| 차트 (2019)                 | 최고 순위 |
| --------------------------- | --------- |
| 대한민국 (가온 차트 '주간') | 1         |
| 대한민국 (가온 차트 '월간') | 6         |

## 수상

### 음악 방송
| 프로그램              | 날짜            |
| --------------------- | --------------- |
| 더 쇼 (SBS MTV)       | 2019년 3월 19일 |
| 엠카운트다운 (Mnet)   | 2019년 3월 21일 |
| 엠카운트다운 (Mnet)   | 2019년 3월 28일 |
| 쇼 챔피언 (MBC MUSIC) | 2019년 3월 27일 |
| 뮤직뱅크 (KBS2)       | 2019년 3월 29일 |
| 쇼 음악중심 (MBC)     | 2019년 3월 30일 |
| 인기가요 (SBS)        | 2019년 3월 31일 |